# Coudray-au-Perche

Coudray-au-Perche este o comună în departamentul Eure-et-Loir, Franța. În 1 ianuarie 2022 avea o populație de 364 de locuitori.